# Firestarter (canción)
«Firestarter» es una canción del grupo británico de música electrónica The Prodigy, lanzado el 19 de marzo de 1996. Fue el primer sencillo de su tercer álbum The Fat of the Land, y el décimo sencillo de la banda. También fue el primer sencillo número uno del grupo en el UK Singles Chart, manteniéndose en el top durante tres semanas, y su primer gran éxito internacional, también alcanzando el número uno en Finlandia y Noruega. Incorpora por primera vez la voz de Keith Flint que le exhibieron como vocalista del grupo. El título y las letras eran objeto de controversia en el Reino Unido debido a la naturaleza violenta de la canción. El vídeo musical impulsó aún más estas controversias.

## Información de escritura
Los créditos -entre ellos como compositores Liam Howlett y Keith Flint- incluyen Kim Deal del grupo de rock alternativo The Breeders. El bucle del riff de la guitarra wah-wah en "Firestarter" es tomada de la canción SOS de The Breeders del álbum Last Splash. Debido a la utilización de una muestra del sencillo "Close (To The Edit)" de Art of Noise se dan créditos individuales por compositor a los que en ese entonces formaban parte de la banda, quienes eran: Anne Dudley, Trevor Horn, JJ Jeczalik, Gary Langan y Paul Morley. El "Empirion Mix", que no incluye estos samples, se le atribuye exclusivamente a Howlett y a Flint.

## Recepción de la crítica
En octubre de 2011, la revista NME colocó esta canción en el número 52 en su lista de "150 mejores canciones de los últimos 15 años"

## Lista de canciones

### XL recordings (RU)

#### Vinilo de 12"
1. «Firestarter» (4:40)
2. «Firestarter» (Instrumental) (4:39)
3. «Firestarter» (Empirion Mix) (7:49)
4. «Molotov Bitch» (4:51)

#### Sencillo en CD
1. «Firestarter» (Edit) (3:45)
2. «Firestarter» (Empirion Mix) (7:48)
3. «Firestarter» (Instrumental) (4:39)
4. «Molotov Bitch» (4:51)

#### Vinilo de 7" para Jukebox (500 copias)
1. «Firestarter» (Edit) (3:46)
2. «Molotov Bitch» (4:52)

### Maverick records vinilo de 12" (EU)
1. «Firestarter» (4:40)
2. «Firestarter» (Instrumental) (4:39)
3. «Firestarter» (Empirion Mix) (7:48)
4. «Molotov Bitch» (4:51)

### Mute records CD single (EU)
1. «Firestarter» (Edit) (3:45)
2. «Firestarter» (Empirion Mix) (7:49)
3. «Firestarter» (Instrumental) (4:39)
4. «Molotov Bitch» (4:51)

## Vídeo musical
El vídeo musical fue dirigido por Walter Stern y fue filmado en un túnel abandonado del Metro de Londres en Aldwych. La apariencia de Keith Flint y el formato de blanco y negro generó controversias por dar miedo a niños que lo hayan visto . Algunos canales de televisión, incluso se negaron a mostrar el vídeo en el bloque de programación nocturna.

## Rendimiento en las listas
La canción fue un hit #1 en Finlandia, Noruega y el Reino Unido. También estuvo en el top 5 en Nueva Zelanda y Suecia, el top 10 en Austria y el top 20 en varios países, como Bélgica (Flandes y Valonia), Países Bajos y Suiza. Además, alcanzó el número 22 en Australia, y el número 30 en los Estados Unidos.

## Posición en listas y certificaciones

### Listas semanales
| Listas (1996–1997)                    | Mejor posición |
| ------------------------------------- | -------------- |
| Alemania (Offizielle Deutsche Charts) | 6              |
| Australia (ARIA)                      | 22             |
| Austria (Ö3 Austria Top 40)           | 8              |
| Bélgica (Flandes) (Ultratop 50)       | 17             |
| Bélgica (Valonia) (Ultratop 50)       | 15             |
| Dinamarca (Tracklisten)               | 8              |
| Estados Unidos (Billboard Hot 100)    | 30             |
| Estados Unidos (Alternative Airplay)  | 24             |
| Finlandia (OFC)                       | 1              |
| Irlanda (IRMA)                        | 2              |
| Italia (FIMI)                         | 21             |
| Nueva Zelanda (Recorded Music NZ)     | 3              |
| Noruega (VG-lista)                    | 1              |
| Países Bajos (Dutch Top 40)           | 8              |
| Reino Unido (UK Singles Chart)        | 1              |
| Suecia (Sverigetopplistan)            | 2              |
| Suiza (Schweizer Hitparade)           | 11             |

### Listas de fin de año
| Chart (1996)                          | Position |
| ------------------------------------- | -------- |
| Países Bajos (Dutch Top 40)           | 48       |
| Reino Unido (Official Charts Company) | 14       |